# بسوت بالا
بسوت بالا (بالفارسية: بسوت بالا) هي قرية تقع في قسم باهوكلات الريفي (مقاطعة تشابهار) في إيران. يقدر عدد سكانها بـ 267 نسمة بحسب إحصاء 2016.